# Trauerschmuck
Trauerschmuck ist Schmuck mit dem ikonographischen Schwerpunkt auf Todessymbolen und Trauerszenen, der funktional mit der Trauer und dem Gedenken an Verstorbene und die eigene Endlichkeit verbunden ist. 

## Entwicklung
Schmuck hat neben der dekorativen Funktion und dem materiellen Wert auch immer schon eine symbolische Sinnschicht besessen. Man denke nur an den Trauring. Bis in frühe Zeiten lässt sich auch für den Bereich von Tod, Trauer und Gedenken eine besondere Rolle von Schmuck belegen. So ist aus den meisten frühen Kulturen Schmuck als Grabbeigabe überliefert. Im ägyptischen Totenkult waren es vor allem Ringe, die man den Verstorbenen als Amulette oder Glücksbringer für das Reich der Unterwelt mitgab. 
Aus der römischen Antike ist der Brauch des Schmuckablegens im Trauerfall bekannt. 
Im 16. Jahrhundert bildete sich in Europa und insbesondere in England der Gedenkschmuck als eigener Schmuck-Typus heraus. Im Kontext mit der veränderten Einstellung zum Tod in nachmittelalterlicher Zeit erweiterte sich der Topos, der nun in Form und Ikonographie, später auch in Verwendung bestimmter Materialien, auf Tod und Trauer bezogen war. 
Anknüpfend an die Vergänglichkeitssymbolik des Spätmittelalters wurde dieser Schmuck zunächst mit den Motiven von Totenköpfen, Särgen oder gekreuzten Gebeinen versehen. 

## Gedenkringe
Bereits seit dem 14. Jahrhundert wurde in England der Brauch des Gedenkrings praktiziert. Dazu verfügte der Erblasser testamentarisch, dass eine oft hohe Auflage von Ringen als Erinnerungsstücke an die Beerdigungsteilnehmer verteilt wurde. Für die Ausweitung dieses eigentümlichen Brauches im ausgehenden 16. und vor allem im 17. Jahrhundert spielen in erster Linie zwei Faktoren eine entscheidende Rolle. Zum einen wandelte sich mit der Reformation die Bestattungsliturgie. Mit dem Verzicht auf die fürbittenden Bestattungsriten der katholischen Kirche nahm die Gestaltung der Begräbnisse immer stärker säkulare Züge an. Der Wunsch nach einer persönlichen Gedächtnisstiftung nahm einen zunehmend wichtigeren Stellenwert an. Und zum anderen: bedingt durch die frühzeitige Entwicklung eines breiten wohlhabenden Bürgertums, nahm die Kommerzialisierung der Bestattungskultur seit dem Ende des 17. Jahrhunderts rasch zu. Im Kontext dieser beiden Faktoren sind die Gedenkringe zu sehen – prestigeträchtige Objekte wohlhabender Kreise, deren zunehmend standardisierter Charakter als Ware allein schon an den hohen Stückzahlen ablesbar wird. 
Solche Ringe waren anfänglich mit Motiven von Totenschädel und Gebeinen als christlich-didaktisches Memento mori versehen. Im Verlauf des 18. Jahrhunderts änderte sich das ikonographische Programm zugunsten von Urnen, Säulen, Obelisken usw. Gelegentlich wurde auf der Ringplatte auch durch einen Schriftzug der schlichte Wunsch nach Erinnerung artikuliert. (z. B. REMEMBER ME)
Es wurden kaum Quellen überliefert, die die Verhaltensregeln bezüglich des Verschenkens und Tragens solcher Schmuckstücke präziser erläutern. Aus dem berühmten Tagebuch von Samuel Pepys erfahren wir jedoch, dass die Ringe im Trauerhaus ausgeteilt wurden, und zwar innerhalb weniger Tage nach dem Tod. 
Der bei diesen Gedenkringen oft anzutreffende geringe Durchmesser der Ringschienen lässt vermuten, dass sie explizit für Frauen gedacht waren. Eine Vielzahl solcher Ringe an einem Halsband, Armreif oder an den Finger getragen vermochte den sozialen Rang der Trägerin samt ihrem Ehegatten zu unterstreichen. 
Als Pepys 1703 starb, hatte auch er letztwillig verfügt, dass bei seiner Trauerfeier 128 Ringe als Erinnerungsstücke an Freunde und Bekannte verteilt werden sollten. Der Gesamtpreis der Ringe betrug über £ 100. Diese Ringe waren je nach dem Rang des Beschenkten und dem Grad der persönlichen Bindung in drei Preisgruppen gegliedert. 
Der Verlust an Exklusivität, der aus dem zunehmend inflationären Einsatz der Ringe im 18. Jahrhundert resultiert ließ sie vermutlich bei den oberen Ständen aus der Mode kommen und läutete so das Ende dieses Brauchs ein. Der Brauch war in der englischen Bestattungskultur des 18. Jahrhunderts so eingebürgert, dass nun in Testamenten ausdrücklich vermerkt wurde das keine Ringe verteilt werden sollten.

## Haarschmuck

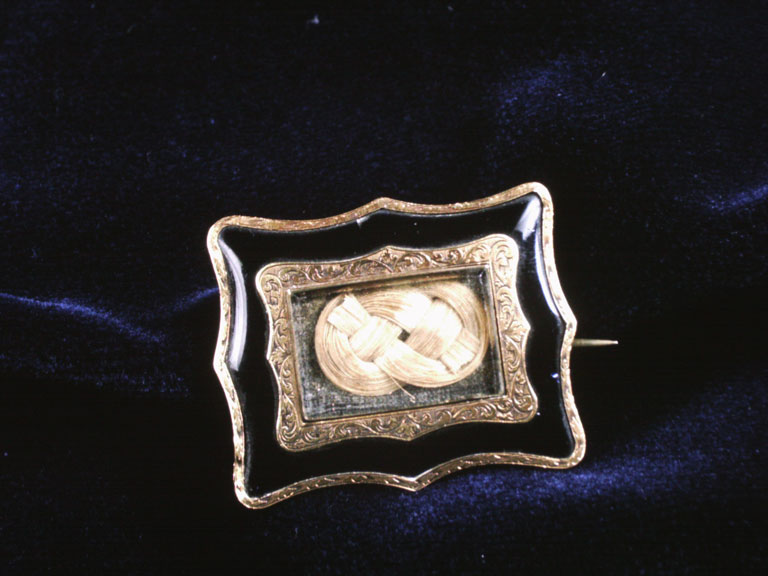
Brosche mit Mädchenhaar

Eine besonders intimisierte Form des Gedenkens stellt der Trauerschmuck aus Haaren dar. Das Haar eines Verstorbenen aufzubewahren, wurde mit dem Gefühlskult des ausgehenden 18. Jahrhunderts ein bei Adel und Bürgertum beliebter Brauch. Pars pro toto vertrat das Haar, eingearbeitet in Ringe, Medaillons oder Broschen den ganzen Menschen. Zum einen lebt hierin die Vorstellung von der magischen Kraft fort, die dem Haar von alters her in Religion, Volksglauben und Magie zugesprochen wurde; zum anderen wirkt sich auch die Tradition der Reliquie aus. Es war wichtig, dass das Haar vom lebenden Menschen stammte. 
Der Schmuck aus Haaren bedeutete für die Hinterbliebenen eine kostbare  haptische Präsenz des Toten, die „hautnah“ erlebt werden konnte. Das Spektrum der Haararbeiten beim Trauerschmuck des 18./19. Jahrhunderts reicht von Locken in Wellenform bis zu kunstvollen Haarbildern mit Grabmaldarstellungen unter Trauerbäumen. Man benutzte es als Untergrund für Ornamente auf Broschen oder Ringen oder flocht und klöppelte ganze Ketten, Armbänder, Broschen und Ringe daraus.
Um den persönlichen Bezug zu wahren, wurden Haare oft selbst verarbeitet, wozu es schriftliche Anleitungen für den Privatgebrauch gab. Auch in den Klöstern wurde in der Tradition der barocken Klosterarbeiten Privathaar verarbeitet. Noch bis in die zwanziger Jahre des vorigen Jahrhunderts mussten Friseure in manchen Gegenden bei ihren Meisterprüfungen neben anderen Fertigkeiten auch Haararbeiten nach alten Vorbildern anfertigen.

## Schwarzer Schmuck

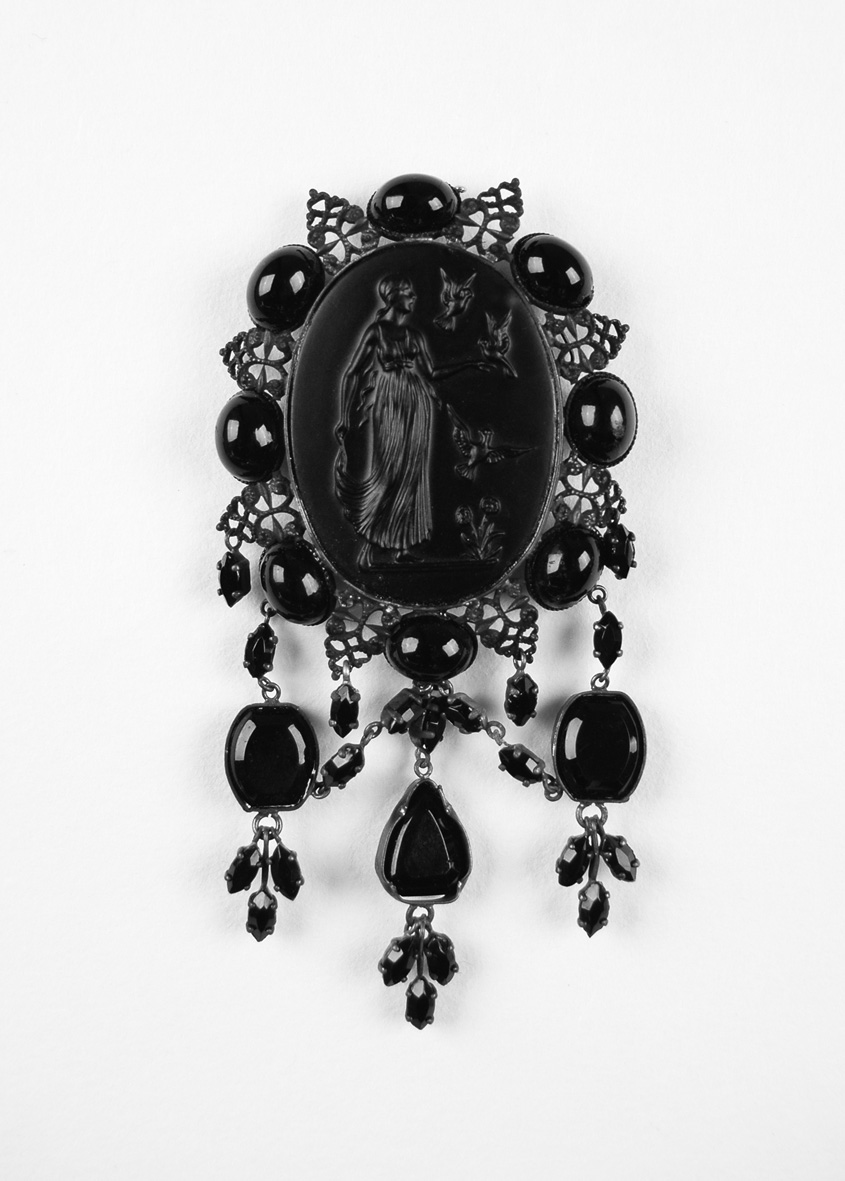
Brosche, Glas, 19. Jahrh.

Im 18./19. Jahrhundert übten die Monarchien einen heute kaum noch nachvollziehbaren Einfluss auf die Öffentlichkeit aus. Der Hof galt als gesellschaftlicher Fixpunkt, an dem man sich ausrichtete. So wurde auch die meist rigide Hoftrauer nicht selten zur allgemeinen Verpflichtung. Die engen verwandtschaftlichen Verflechtungen der europäischen Fürstenhäuser brachten es mit sich, dass die Hoftrauer ein immer wiederkehrendes Ritual war, wobei die „Hoftraueransage“ minutiös beschrieb, wie sich die Mitglieder des Hofes zu kleiden hatten. 
Gelegentlich wurde auch ein ganzes Volk zur Trauer aufgefordert, wie 1827 die Engländer nach dem Tod des Herzogs von York. 
Die strenge Hof- und Staatstrauer, die Königin Victoria beim Tod des Prinzgemahls Albert 1861 anordnete, führte zu einer Steigerung des Bedarfs an Traueraccessoires in erheblichem Umfang und zu einer Verbreitung solchen Schmucks auch bei weniger wohlhabenden Kreisen. Die Modezeitschriften des ausgehenden 19. Jahrhunderts propagierten diese Entwicklung und etablierten so einen neuen Aspekt von Schmuck; den Modeschmuck.
Dieser Schmuck war nicht länger Gedenkschmuck, der die Erinnerung an den Toten wachhielt und deshalb auch über die eigentliche Trauerzeit hinaus getragen werden konnte. 
Seit Beginn des 19. Jahrhunderts wird als Trauerschmuck immer wieder Jett erwähnt. Es scheint, dass Jett insbesondere an den Höfen getragen wurde. Gelegentlich findet man Jett jedoch auch außerhalb der Trauer und des Hofes. Unter Jett versteht man ein „im Faulschlamm zersetztes Holz, das zu einer bituminösen Kohle geworden ist“. Als Alternative zum modischen, aber teuren und zerbrechlichen Jett wurde schwarzer Schmuck auch aus Glas, Email, schwarzem (Sumpfeiche) oder geschwärztem Holz, Onyx, später dann auch aus Ebonit und Bakelit produziert. Jett kam zur Zeit des Klassizismus vermutlich auch deshalb in Mode, weil schon in der Antike Schmuckstücke daraus gefertigt worden waren.

## Abschluss
Die Entwicklung vom Trauer- und Gedenkschmuck hin zum Modeschmuck markiert schließlich das Ende einer langen Tradition; die Grenze zwischen Trauer- und Modeschmuck war fließend geworden. Die preiswerte industrielle Fertigung erlaubte eine Entindividualisierung. Dazu änderten sich die Trauerriten und Trauerzeiten. Sie wurden in den großen Städten nicht mehr penibel eingehalten. Man fand ein distanziertes Verhältnis zum Tod und wollte seinen Schmerz nicht mehr so offen und sentimental darstellen.
Siehe auch: Vanitas